# 8804 Eliason
8804 Eliason è un asteroide della fascia principale. Scoperto nel 1981, presenta un'orbita caratterizzata da un semiasse maggiore pari a 3,1599289 UA e da un'eccentricità di 0,0347934, inclinata di 12,96075° rispetto all'eclittica.